# 北京的西瓜
『北京的西瓜』（ペキンのすいか）は、1989年公開の日本映画。船橋市郊外のとある八百屋を舞台に、中国人留学生のためにすべての生活を捧げた八百屋夫婦と中国人留学生たちとの交流を描いた、実話を元にした映画。

## あらすじ
堀越春三（ベンガル）は千葉県船橋市郊外で八百屋「八百春」を営む。
ある雨の日、一人の中国人留学生が店を訪れるが、日本の野菜は高くて買えず「まけてくれ」と頼む。春三はジャンケンで勝ったら、まけてやると言ってしまう。ジャンケンは留学生の勝ち。10円となった野菜を買い、帰って行く留学生。
ある日、栄養失調になって病院に担ぎこまれる寸前の留学生と再び出会い、事情を聞く。「日本の物価の高さに生活していけない、中国人留学生は皆そうだ」と。そんな留学生達を見かねた春三は、店の野菜を原価以下で販売して援助をして行く。
留学生達は「日本のお父さん」と慕って集まってくる。慕ってくる留学生に対して身を投げ出して献身的に関わるようになるが、やがて店の経営は傾き出し…。

## スタッフ
- 編集・監督：大林宣彦
- 原作：林小利、久我山通
- 脚本：石松愛弘
- 特別協力：岩松了
- 撮影：長野重一
- 音楽：根田哲雄
  - 演奏：東京シンフォニックプレクトラムオーケストラ
- 美術：薩谷和夫
- 録音:横溝正俊
- 照明:鈴木直秀
- 音響デザイン：林昌平
- 助監督:中田信一郎、新村良二、大島郁文、坂本聖子
- スチール：長野重一、薩谷和夫
- 現像：IMAGICA
- タイトル：白組
- 協賛：船橋市
- プロデューサー：森岡道夫
- 企画：川鍋大

## キャスト
- 堀越春三：ベンガル
- 堀越美智：もたいまさこ
- 堀越とおる：林泰文
- 寺本商店：柄本明
- お得意さま：天宮良
- お得意さま：浅香光代
- 春三の姉：入江若葉
- 村木医師：峰岸徹
- 不動産屋：笹野高史
- 居酒屋の女将：木野花
- 成田空港の旅行客：南伸坊
- 井岡：斎藤晴彦
- 李中山（中国人留学生）：ウー・ユエ

## 映画の中の37秒間の空白
- 映画の中で中国で再会するシーンがあり実話と同じく、当初は1989年7月に中国においてロケが行われる予定だった。しかし、その前月にいわゆる天安門事件（六四天安門事件、1989年6月4日）が起こる。当初中国側からは「スタッフの安全は保証する」とのことだったが、撮影するかしないかの判断を促された結果、中国でのロケは行わないことになる。映画の中では直接この事件に関する出来事も事件に対する批判も一切出てこないが、事件と失われた中国ロケを忘れないために、1989年6月4日を数字にして全部を足した時間（1＋9＋8＋9＋6＋4＝37）の空白が挿入され、画面がまるで事故でも起こったかのように意図的に37秒間ほど真っ白になる。

- 大林は映画のパンフレットの中でこう書いている。「映画とは、画で表現することで、映画になる。しかし、ぼくらの映画に、北京の画は無い。ぼくはそのことを、何も写っていない、素ヌケの、空白のフィルムを北京部分につないでみることで表してみた。しかし、これはもはや映画的表現などではない。〈中略〉これは政治でも報道でもない、映画としての、ぼくたちのギリギリの主張であった」[2]と。

## エピソード
- 舞台となった八百屋は空き家となっていた米屋を改装したもの。実際にモデルとなった八百屋の三軒隣に作られた。
- 大林監督は前作『異人たちとの夏』で上手くいった片岡鶴太郎を予定していたが、片岡が売れっ子で半年待ってもスケジュールが空かず、ベンガルの起用となった[3]。

## モデルについて
- 神田雑学大学 平成19年8月24日 講座No372「中国、国費留学生4千人とのふれあい」(堀越春三のモデルとなった長谷川勝の講演の再録)[4]